# Нуж'яли (присілок)
Нуж'я́ли (рос. Нужъялы, марій. Нужъял) — присілок у складі Медведевського району Марій Ел, Росія. Входить до складу Нурминського сільського поселення.

## Населення
Населення — 83 особи (2010; 71 у 2002).
Національний склад (станом на 2002 рік):
- марійці — 86 %